# مارکوس بارنز
مارکوس بارنز (انگلیسی: Marcus Barnes؛ زادهٔ ۱ دسامبر ۱۹۹۶) بازیکن فوتبال اهل بریتانیا است.
از باشگاه‌هایی که در آن بازی کرده‌است می‌توان به باشگاه فوتبال ولورهمپتون واندررز اشاره کرد.